# رولاند غوتيرز (سياسي)
رولاند غوتيرز هو محامي وسياسي أمريكي، ولد في 1 سبتمبر 1970 في سان أنطونيو في الولايات المتحدة. نشط حزبياً في الحزب الديمقراطي. وقد انتخب عضو مجلس نواب تكساس ‏.

## وصلات خارجية
- الموقع الرسمي